# 20-й егерский полк
20-й егерский полк является 20-м егерским полком Российской империи, участвовал в нескольких известных сражениях наполеоновских войн.

## Места дислокации
С 1820 года – Тараща. Второй батальон полка на поселении в Могилевской губернии

## Формирование и кампании полка
Полк сформирован полковником Нейдгардтом в Олонце 16 мая 1803 года из 11 рот, отчисленных от разных егерских полков, в составе трёх батальонов, под названием 20-го егерского полка.
В 1805 году полк в составе десантного корпуса генерал-лейтенанта графа Толстого совершил морской поход в Померанию.
11 декабря 1806 года у Чарнова полк, в составе авангарда графа Остермана-Толстого, отбил четыре атаки двух корпусов, под начальством Наполеона, и, несмотря на громадное превосходство в силах французов, под командой подполковника К. И. Бистрома «неустрашимо противостоял сильному нападению неприятеля». С не меньшим мужеством полк участвовал в сражении при Пултуске. При отступлении к Прейсиш-Эйлау егеря, находясь в арьергарде, в течение четырёх дней выдерживали натиск противника. В сражении при Прейсиш-Эйлау полк, занимая передовую позицию у деревни Серпален, выдержал несколько стремительных атак Сент-Илера и Фриана. Во вторую половину кампании полк находился в боях при Альткирхене, Анкендорфе, Вольфсдорфе, Гуттштадте и Фридланде. За блестящие действия против французов полку 16 февраля 1808 года были пожалованы две Георгиевские трубы с надписью «За отличие в течение кампании 1807 г. против французов».
Во время войны со Швецией в 1808—1809 годах 1-й батальон участвовал в Готландской экспедиции контр-адмирала Бодиско.
В Отечественную войну 1812 года 1-й и 3-й батальоны, находясь в составе 3-й пехотной дивизии 1-й Западной армии, участвовали в боях под Витебском, Лубином, Гжатском, Гридневом и у Колоцкого монастыря. В сражении при Бородине егеря прикрывали Багратионовы флеши и, отбив атаки Нея и Даву, участвовали в упорном бою за Семёновский овраг.
6 октября, при Тарутине, 1-й и 3-й батальоны геройски захватили неприятельскую батарею, но, будучи опрокинуты бригадой карабинеров и кавалерии, отошли за реку Чернишну. С 11 октября полк, находясь в отряде генерала Платова, участвовал в ряде боёв — при Малоярославце, Вязьме, Ляхове, у Духовщины, под Смоленском, Крапивной, Дубровной, Борисовом и при Ошмянах.
2-й батальон состоял в корпусе графа Штейнгеля и участвовал в сражениях при Экау, Сантинее и Альткирхене.
За оказанные в Отечественную войну подвиги мужества полку 13 апреля 1813 года были пожалованы знаки на кивера с надписью «За отличие» и «поход за военное отличие».
В 1813 году егеря находились в сражениях при Лютцене, Бауцене, Дрездене и Лейпциге, а в кампании 1814 года — в сражениях при Бар-сюр-Об, Лобресселе, Труа, Арси-сюр-Об и Париже.
30 августа 1815 года полк был назван 1-м егерским, и 23 мая 1828 года ему были пожалованы знамёна.
Во время польского мятежа 1-й и 2-й батальоны участвовали в сражениях при Вавре, Грохове, Ендржееве и Остроленке.
28 января 1833 года при общем переформировании армейской пехоты 1-й (бывший 20-й) егерский полк был присоединён к Нарвскому пехотному полку и составил его 3-й, 4-й и 6-й резервный батальоны.
6 апреля 1863 года из 4-го резервного батальона и бессрочно-отпускных Нарвского полка был сформирован двухбатальонный Нарвский резервный пехотный полк, который 13 августа 1863 года назван Петрозаводским пехотным полком. В этом полку было сохранено старшинство и знаки отличия 1-го (бывшего 20-го) егерского полка.

## Знаки отличия полка
20-й егерский полк имел следующие знаки отличия:
- две серебряные трубы с надписью «За отличие в течение кампании 1807 года против французов», пожалованные 16 февраля 1808 г.;
- знаки на головные уборы для нижних чинов с надписью «За отличие», пожалованные 13 апреля 1813 г. за Отечественную войну 1812 г.;
- поход за военное отличие, пожалованный в 1813 г.

## Шефы полка
- 16.05.1803 — 26.12.1804 — полковник Нейдгардт, Иван Петрович
- 26.12.1804 — 01.09.1814 — генерал-майор (с 20.07.1814 генерал-лейтенант) князь Шаховской, Иван Леонтьевич

## Командиры полка
- 01.02.1804 — 25.04.1804 — полковник Гогель, Фёдор Григорьевич
- 07.03.1805 — 25.09.1807 — подполковник (с 10.07.1805 полковник) Бистром, Карл Иванович
- 17.02.1808 — 30.08.1808 — полковник Платцов, Павел Прокофьевич
- 30.08.1808 — 30.08.1814 — подполковник (с 20.01.1813 полковник) Капустин, Иван Фёдорович
- 30.08.1814 — 09.03.1821 — полковник Иванов, Станислав Емельянович
- 25.04.1821 — 28.02.1828 — подполковник (с 19.03.1826 полковник) Окунев, Николай Александрович
- 05.03.1828 — 18.10.1831 — подполковник (с 31.03.1831 полковник) Меландер, Иван Карлович
- 18.10.1831 — 24.05.1833 — командующий подполковник Сетков, Пантелеймон Никитич

## Известные люди, служившие в полку
- Бутурлин, Николай Александрович — генерал-лейтенант, член военного совета
- Рафалович, Карп Матвеевич — генерал-лейтенант